# Campeprosopa bella
Campeprosopa bella är en tvåvingeart som beskrevs av Edwards 1919. Campeprosopa bella ingår i släktet Campeprosopa och familjen vapenflugor. Inga underarter finns listade i Catalogue of Life.